# عبد القادر شادي
عبد القادر شادي (ولد في 12 ديسمبر 1986 -)، الملاكم الجزائري الذي فاز باللقب الأفريقي عام 2007 في وزن الريشة. وهو مؤهل أيضا لدورة الألعاب الأولمبية

## روابط خارجية
- عبد القادر شادي على موقع اللجنة الأولمبية الدولية (الإنجليزية)
- عبد القادر شادي على موقع أوليمبيديا (الإنجليزية)